# Гранулотол
Гранулото́л — гранулированное водоустойчивое промышленное взрывчатое вещество (ВВ), состоящее из тринитротолуола.

## Состав и обозначения
Гранулотол представляет собой гранулированный тротил промышленных сортов, в зависимости от примесей и влажности выпускается различных марок. В СССР выпускался до 1983 года I и II сорта, а в соответствии с ГОСТ 25857-83 выпускается марок А и Б:
- Марка А — для изготовления граммонитов и водосодержащих ВВ, для проведения взрывных работ во всех климатических районах России и для поставки на экспорт;
- Марка Б — для изготовления водосодержащих ВВ и для проведения взрывных работ во всех климатических районах России, кроме районов Крайнего Севера и местностей, приравненных к ним.

Основное отличие марки Б от марки А по составу — содержание воды (2 % и 1 % соответственно).

## Физические и химические свойства
Цвет светло-жёлтый. Насыпная плотность около 1,0 г/см³. Гранулы сферические, обычный размер гранул 2-4 мм, допускается до 15 % гранул менее 2 мм и до 10 % больше 4 мм. Обладают низкой слёживаемостью, хорошей сыпучестью в сухом и мокром состоянии, практически не пылят при заряжании. Во влажном состоянии не электризуются. Гранулы хорошо тонут и распределяются в воде, что обеспечивает стабильность заряжания в обводнённых условиях. Негигроскопичны, морозоустойчивы. При повышенном содержании влаги могут смерзаться на морозе.
В сухом виде химически устойчив, в кислой среде устойчивость снижается незначительно, а в щелочной — заметное снижение. В щелочной среде гранулы и раствор окрашиваются в тёмно-красный цвет. По воздействием ультрафиолетового излучения гранулы буреют.

## Взрывчатые свойства
| Характеристика                                     | Гранулотол сухой | Гранулотол водонаполненный |
| -------------------------------------------------- | ---------------- | -------------------------- |
| Кислородный баланс, %                              | 74,0             | ?                          |
| Теплота взрыва, ккал/кг                            | 870              | 980                        |
| Объём газов, л/кг                                  | 750              | 1045                       |
| Тротиловый эквивалент                              | 1,0              | 1,13                       |
| Бризантность в стальном кольце, мм                 | 24—26            | 25—30                      |
| Скорость детонации в бумажной оболочке, км/с       | 4,0—4,6          | 5,0—5,5                    |
| Скорость детонации в стальной оболочке, км/с       | 5,0—5,2          | 5,5—6,0                    |
| Критический диаметр в бумажной оболочке, мм        | 60—80            | 25—30                      |
| Критический диаметр в стальной оболочке в воде, мм | 10—15            | 5—10                       |

### Эффективность
Гранулотол рекомендовано применять только в обводнённых скважинах, потому что эффективность в сухом виде значительно ниже, а выделение токсичных продуктов взрыва велико.
Насыщение воды аммиачной селитрой позволяет повысить плотность заряжания до 1,35—1,4 г/см³, а эффективность на 25—30 %.

### Чувствительность
В насыпном состоянии чувствительность к капсюлю-детонатору недостаточна, в водонаполненном состоянии ещё меньше. Чувствительность измельчённого гранулотола к удару 8—12 %, водонаполненного 0—4 %. Минимальная масса промежуточного тротилового детонатора (бустера) 5—10 г для сухого гранулотола и 25—30 г для водонаполненного.

## Производство
В СССР производился в значительных количествах. В США не применяется из-за токсичности продуктов взрыва.
Действующие производства:
- Бийский олеумный завод в городе Бийске, Россия
- Завод имени Я. М. Свердлова в городе Дзержинске, Нижегородская область, Россия
- Красноуральский химический завод в городе Красноуральске (с 2006 г. — в стадии банкротства)
- Павлоградский химический завод, Украина
- Рубежанский казённый химический завод «Заря» в городе Рубежное, Украина